# Sinus Fidei
El Sinus Fidei (Badia de la Fidelitat) és una badia lunar situada en la part nord de la Mare Vaporum. Els Montes Apenninus es troben al nord i el Lacus Felicitatis a l'est.
El nom de la badia va ser aprovat per la Unió Astronòmica Internacional en 1976.
La badia, composta de lava basàltica, té forma triangular, amb un diàmetre de 70.7 km. En la part nord de la badia es troba una esquerda sinuosa, denominada Rima Conon, que segueix un curs cap al sud-est. L'esquerda té una longitud de 37 km i una amplària d'uns 2 km.
Més enllà de la badia, al nord, es localitza el cràter Conon de 21 km de diàmetre. L'epònim fa referència a l'astrònom i matemàtic grec Conon de Samos.

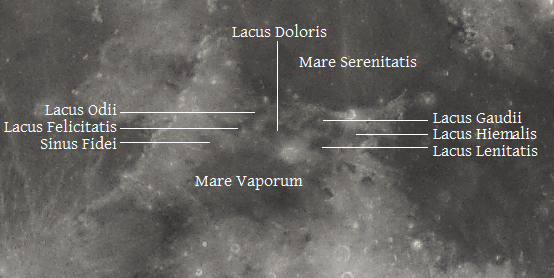
Vista general de la zona de Sinus Fidei